# Jesberg (gemeente)
Jesberg is een gemeente in de Duitse deelstaat Hessen, en maakt deel uit van de Schwalm-Eder-Kreis.
Jesberg telt 2.210 inwoners.

## Geschiedenis
De gemeente ontstond op 1 september 1968 door de fusie van de toenmalige gemeenten en Jesberg en Reptich. Op 31 december 1971 werd de gemeente uitgebreid met Einrode-Strang en op 1 januari 1974 volgden Densberg en Hundshausen.

## Plaatsen in de gemeente Jesberg
- Densberg
- Elnrode-Strang
- Hundshausen

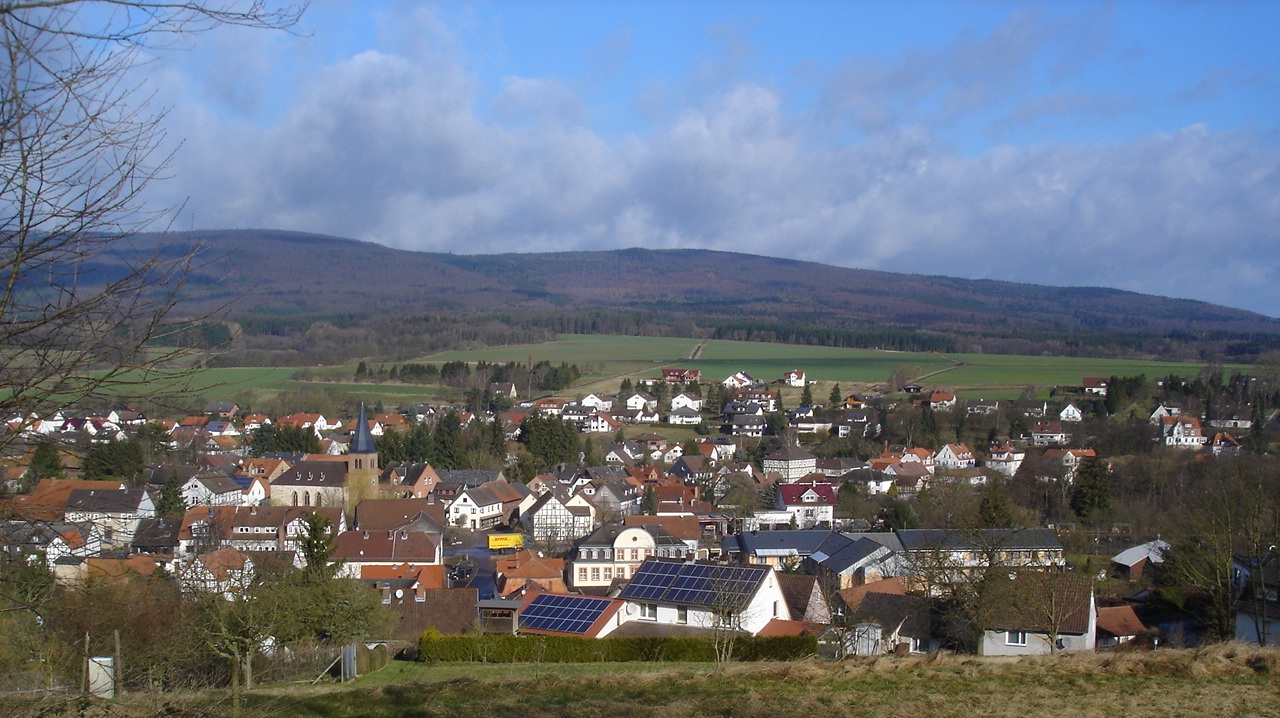
Jesberg
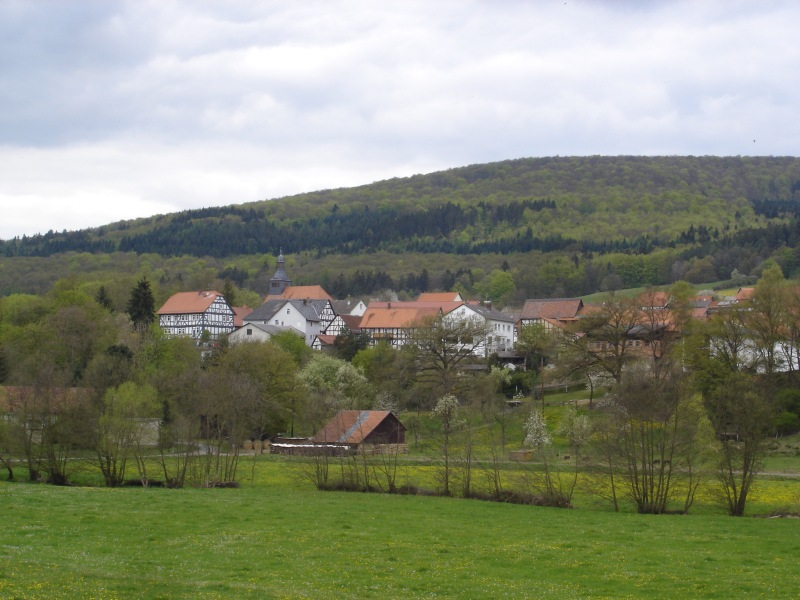
Densberg
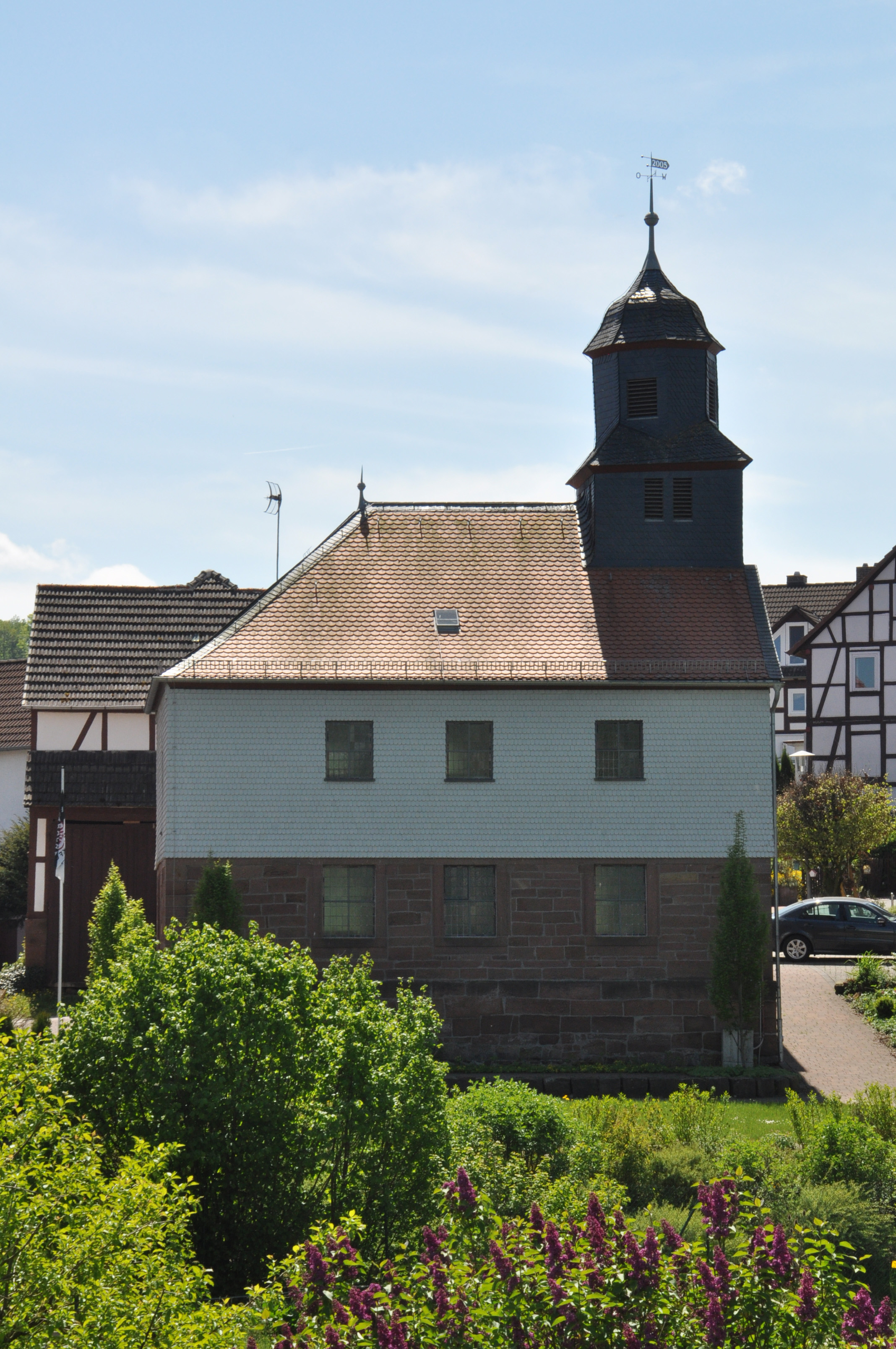
Evangelische kerk van Elnrode
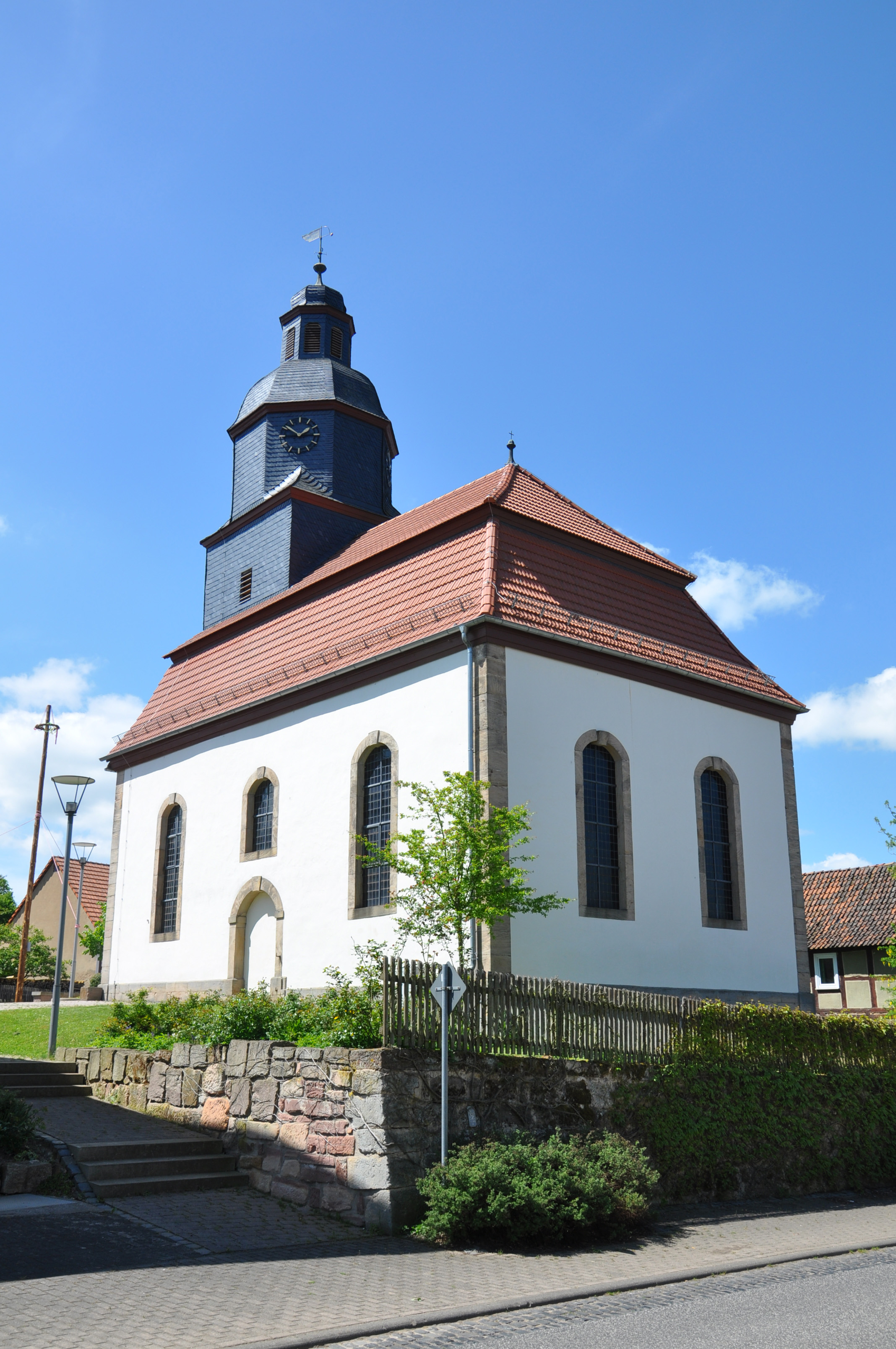
Evangelische kerk van Hundshausen

- Reptich

- Jesberg
- Densberg
- Evangelische kerk van Elnrode
- Evangelische kerk van Hundshausen

Bad Zwesten · Borken · Edermünde · Felsberg · Frielendorf · Fritzlar · Gilserberg · Gudensberg · Guxhagen · Homberg · Jesberg · Knüllwald · Körle · Malsfeld · Melsungen · Morschen · Neuental · Neukirchen · Niedenstein · Oberaula · Ottrau · Schrecksbach · Schwalmstadt · Schwarzenborn · Spangenberg · Wabern · Willingshausen